# Сете-де-Сетембру (футбольный клуб, Белу-Оризонти)
«Футбольный клуб Сете-де-Сетембру» (порт.-браз. Sete de Setembro Futebol Clube) — бывший бразильский футбольный клуб из города Белу-Оризонти, штат Минас-Жерайс.

## История
Футбольный клуб «Сете-де-Сетембру» был основан 7 сентября 1913 года группой 16-летних юношей в день независимости Бразилии. Первым президентом клуба стал Маноэл Кайллаут. Также в руководство «Сете-де-Сетембру» вошли Жуан Кастру, занявший пост вице-президента, Жуан Гонсалвес, ставший первым секретарём и Гуйне Рибейру, получивший должность второго секретаря. В 1919 году «Сете-де-Сетембру» выиграл серебряные медали чемпионата штата Минас-Жерайс, а через год повторил это достижение. Два года спустя клуб выиграл свой первый титул, одержав победу в розыгрыше турнира Начала чемпионата Минас-Жерайс. В 1944 году команда была переименована в «Футбольный и регатный клуб Сете-де-Сетембру» из-за открытия в клубе секции регатного спорта. В сентябре 1948 года «Сете-де-Сетембру» вернул своё старое имя. В 1956 году команда победила в розыгрыше турнира полковника Оскара Коронела. Из-за недостатка финансирования с конца 1960-х годов результаты клуба пошли вниз. «Сете-де-Сетембру»  и ранее был вынужден существовать за счёт денег, получаемых за аренду его стадиона Индепенденсия. Но этого довольствия стало значительно меньше из-за открытия в 1965 году в городе более крупного и современного стадиона Минейран. В 1976 году клуб вылетел во второй дивизион чемпионата штата, и более в серию А не возвращался. Лишь в 1997 году «Сете-де-Сетембру» добилась хоть и локального, по успеха, победив в розыгрше второго дивизиона чемпионата штата. По окончании турнира команда, вновь испытывавшая проблемы с финансированием, приняла решение лишиться профессионального статуса, а совещательный совет клуба был объединён с другим клубом — «Америка Минейро». С тех «Сете-де-Сетембру» принимал участие только в розыгрышах молодёжных турниров в Минас-Жерайс. В 2001 году молодёжная команда «Сете-де-Сетембру» последний раз вышла на поле в официальной встрече. В 2020 году клуб начал играть в любительских лигах чемпионата Минас-Жерайс, планируя вновь получить профессиональную лицензию.

## Стадион
Первым футбольным стадионом, на котором «Сете-де-Сетембру» проводил свои матчи стало поле в муниципальном парке в районе Флореста. Благодаря этому клуб обрёл своё прозвище — «Лесной Тигр». Позже команда стала выступать на стадионе Шакара Негран, находящейся на площади Отасилиу Неграна де Лимы. А ещё позже на поле, принадлежащем пятому батальону военной полиции района Санта-Тереза. «Сете-де-Сетембру» долгое время не имел собственной арены, пока в 1948 году не началось строительство стадиона Рамундо Сампайо. Строительство стадиона частично оплачивалось мэрией Белу-Оризонти, так как на этой арене планировались проводить матчи грядущего чемпионата мира.